# Gugan Shuizu Xiang
Gugan Shuizu Xiang (kinesiska: 古敢, 古敢水族乡) är en socken i Kina. Den ligger i provinsen Yunnan, i den sydvästra delen av landet, omkring 210 kilometer öster om provinshuvudstaden Kunming.
Genomsnittlig årsnederbörd är 1 382 millimeter. Den regnigaste månaden är juni, med i genomsnitt 340 mm nederbörd, och den torraste är januari, med 18 mm nederbörd.